# 艾哈迈德·马基
艾哈迈德·马哈茂德·马基（阿拉伯语：أحمد محمود مكي，1941年—）曾是埃及希沙姆·甘迪勒内阁中的司法部长，自2012年8月2日就任。早年於亞歷山大大學取得法學士。
他的兄长马哈茂德·马基于2012年8月12日被任命为副总统。